# یوتا کمان
یوتا کمان یک ستاره است که در صورت فلکی کمان قرار دارد.